# Le Cannet-des-Maures
Pour l’article ayant un titre homophone, voir Le Canet.
Cet article possède un paronyme, voir Cannet.
Ne doit pas être confondu avec Le Cannet, qui est une commune des Alpes-Maritimes

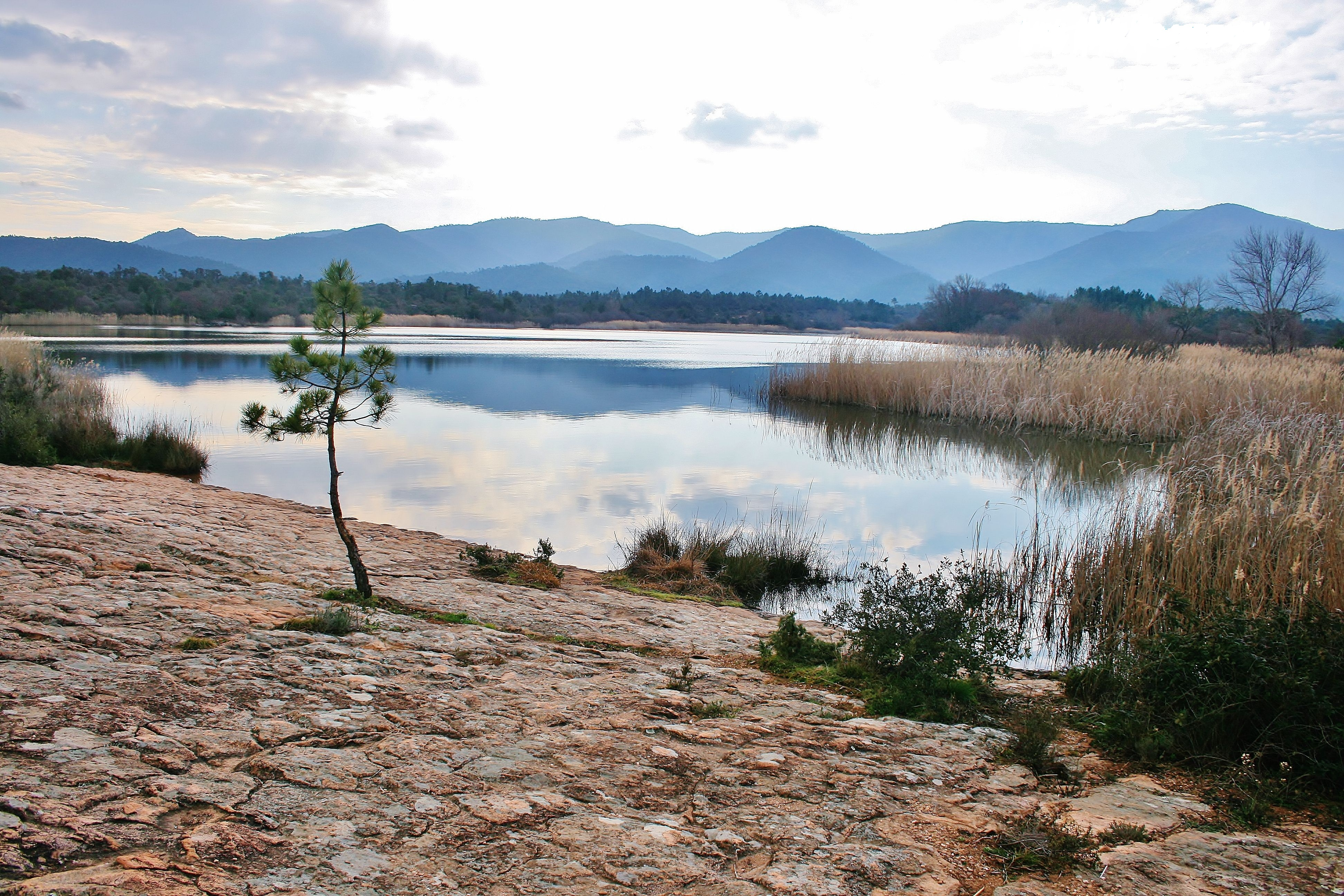
Lac des Escarcets.

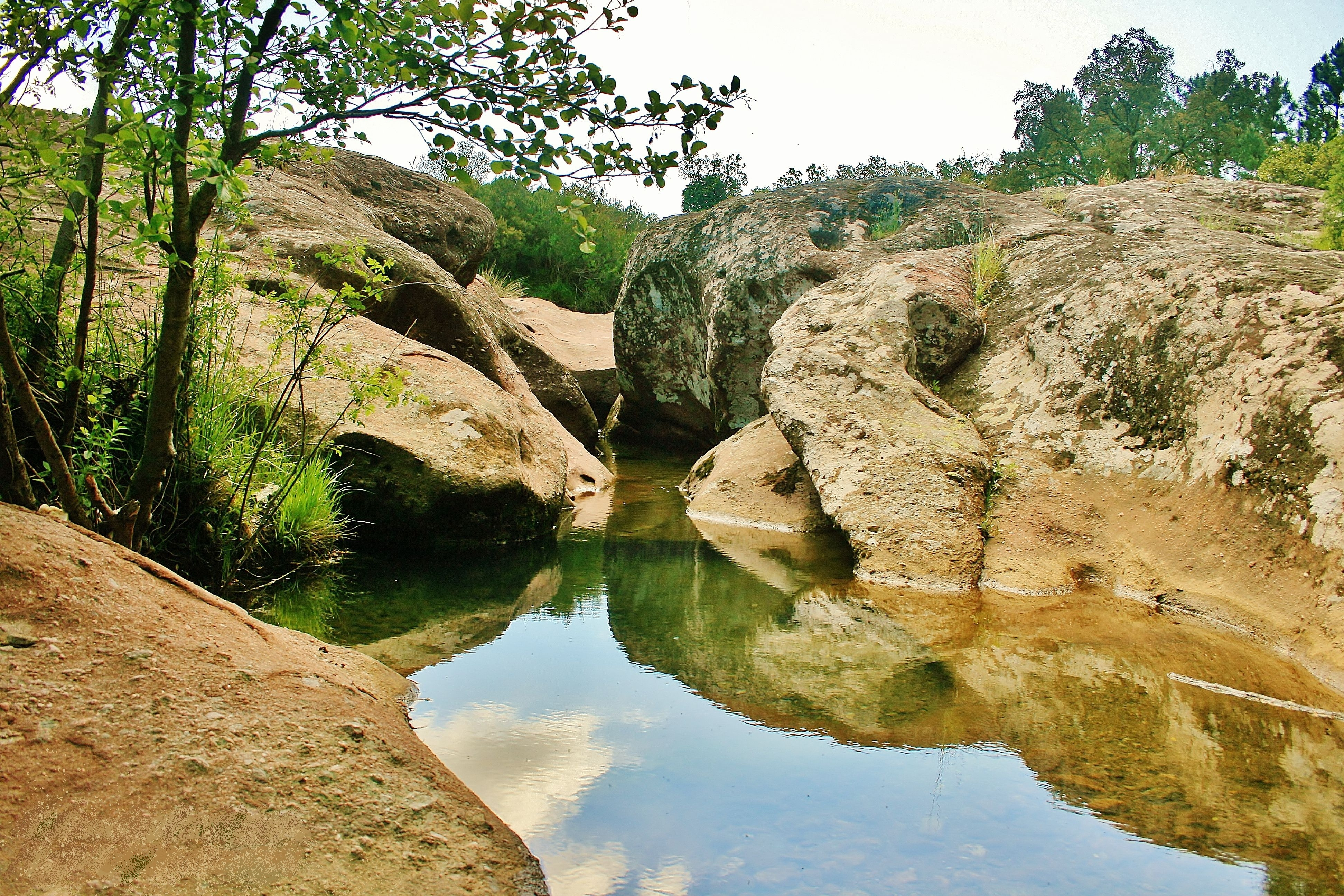
Ruisseau des Mines, affluent du lac des Escarcets.

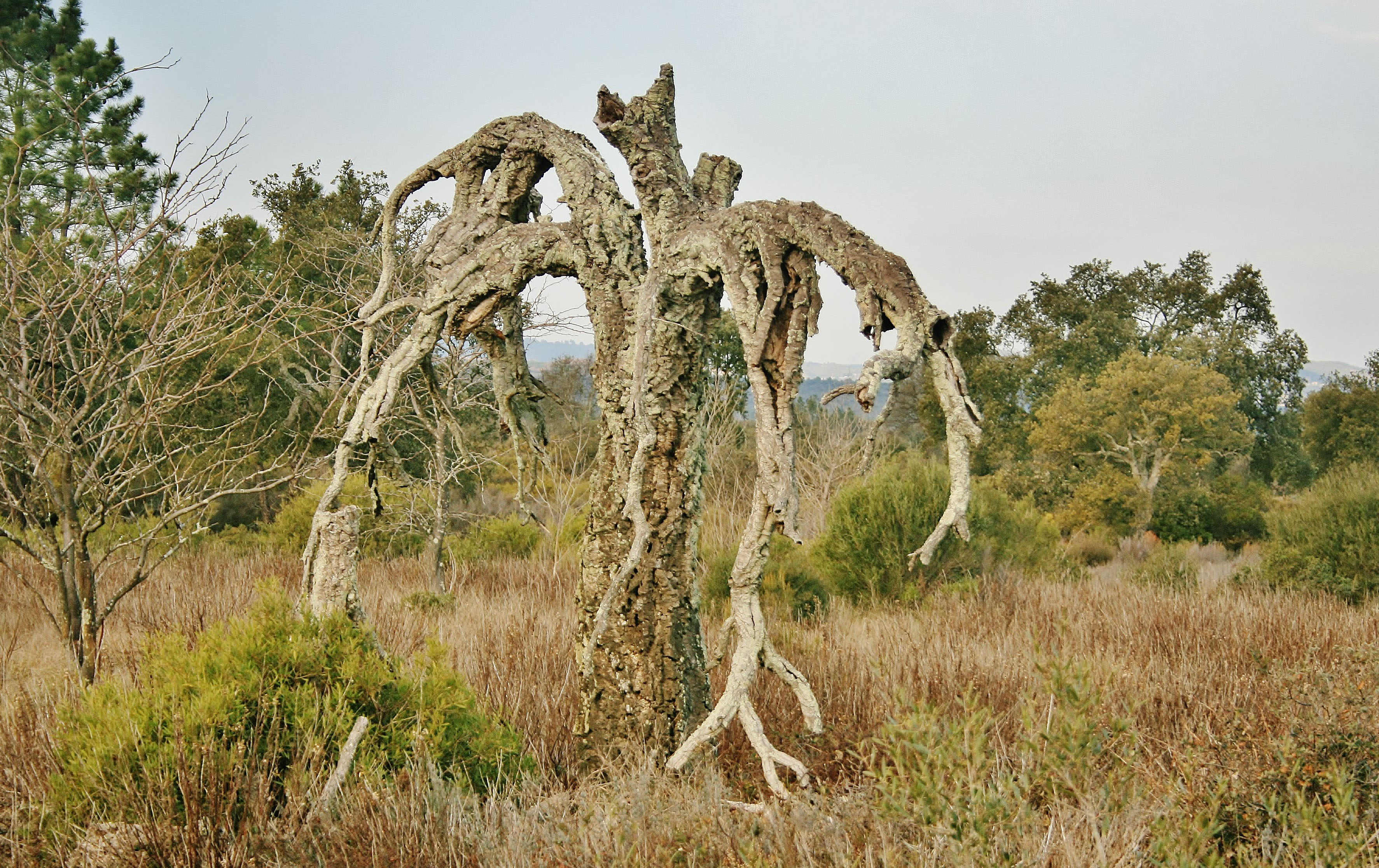
Vieil arbre de la plaine des Maures.

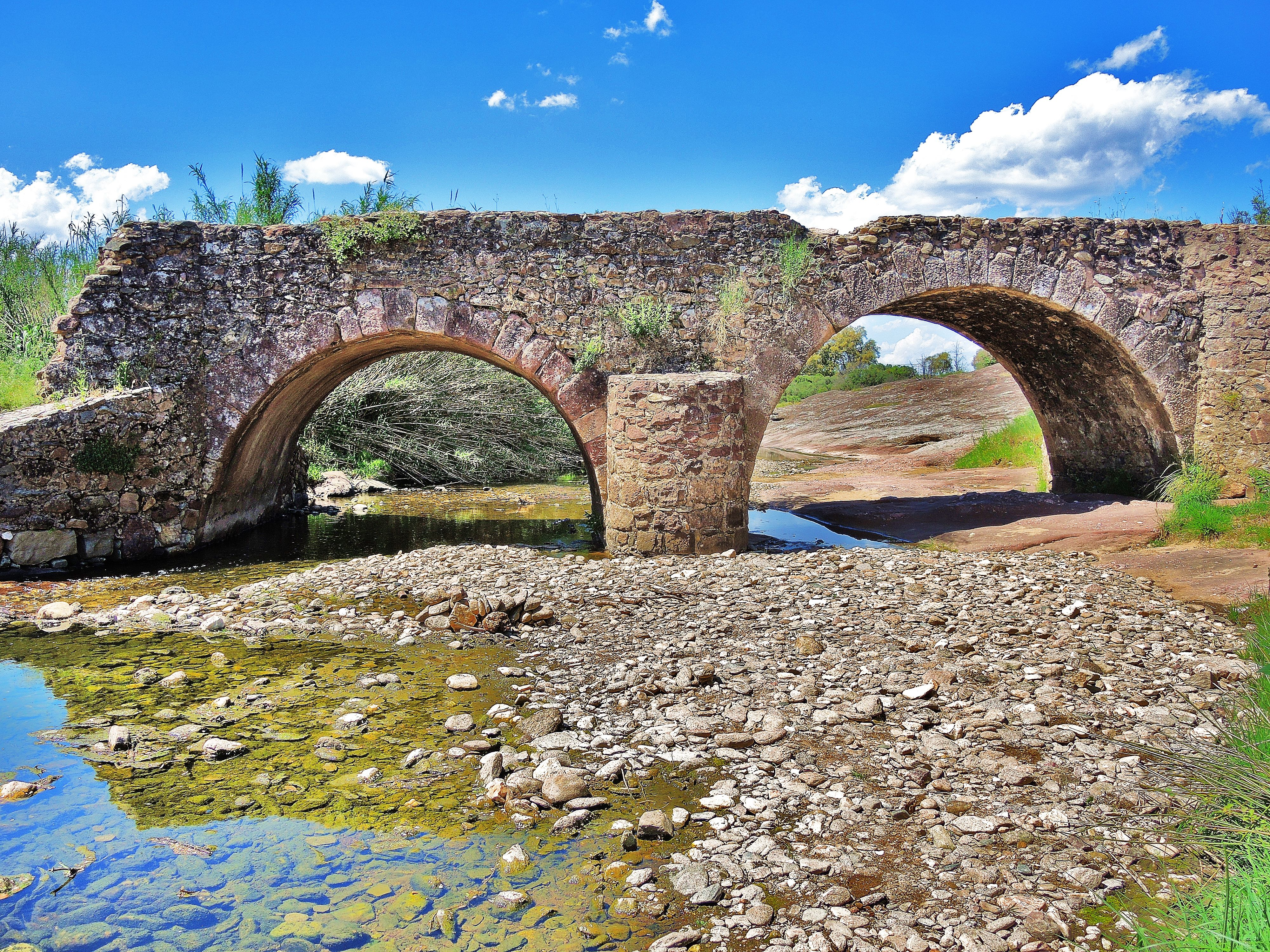
Pont « romain » sur le ruisseau des Mourgues.

Le Cannet-des-Maures est une commune française située dans le département du Var (83), en région française Provence-Alpes-Côte d'Azur.

## Géographie

### Localisation
La commune, distante de 3 km de Le Luc et 9 de Le Thoronet, a cette première particularité d’être partagée entre le Vieux-Cannet, village perché sur une butte à 127 mètres d’altitude, et en contrebas dans la plaine des Maures le Cannet-des-Maures proprement dit, village moderne et commercial qui s’organise autour d’un parc de cèdres centenaires.

### Lieux-dits et hameaux
Le Cannet-des-Maures compte plusieurs lieux-dits, en plus des « deux villages » (vieux et moderne) :
- les Moulières ;
- la Pardiguière ;
- Entraygues.

Les écarts :
- Bagarry[1] ;
- les Brégons[2] ;
- la Grande Bastide[3] ;
- le Portal[4] ;
- les Vidals[5] ;
- le Vieux Cannet[6].

### Relief et géologie
Le sud et le centre du Cannet-des-Maures se trouvent dans la plaine des Maures drainée par l'Aille et ses affluents. Le nord de la commune a un relief plus vallonné, à commencer par le vieux village, perché à 127 mètres d'altitude.
Situé dans la réserve naturelle nationale de la plaine des Maures, le lac des Escarcets est propriété du Conservatoire du littoral.
La commune se compose de 596,70 hectares de territoires artificialisés (8,07 %), 1 930,81 hectares de territoires agricoles (26,12 %) et 4 864,55 hectares de forêts et milieux semi-naturels (65,81 %).
Espaces naturels :
- Dix espaces protégés hors Natura 2000

Plaine des maures.
Ponts naturels d'entraigues.
Ponts naturels d'entraigues-parcelle en maitrise d'usage.
Ubac des maures.
Ubac des maures-parcelle en maitrise d'usage.
Les Ponts Naturels De L'Argens et la Grotte Souterraine Saint-Michel.
La Place Principale du Vieux Cannet.
Plaine Des Maures. Réserve naturelle nationale.
Saint-André/La Pardiguière.
Domaine Du Roux-Badelune.
- Trois espaces protégés Natura 2000 :

La plaine et le massif des Maures.
Val d'Argens.
Plaine des Maures.
- Sept zones naturelles d'intérêt écologique, faunistique et floristique (Znieff).

Vallée de l'Argens.
Massif des Maures.
Maures septentrionales de Notre-Dame-des-Anges à la Garde-Freinet.
Plaine des Maures (Type 1).
Plaine des Maures (Type 2).
Collines du Recoux.
Vallée de l'Aille.
- Un site bioarchéologique :

Voconii (Forum).
La commune est membre du projet de "Géopark Maures-Esterel". En effet, outre les 47 communes situées dans le strict périmètre du projet, 24 sont en périphérie du territoire candidat constituant les portes d'entrée du Géopark et sont partenaires du projet.

### Voies de communications et transports

#### Voies routières
Le réseau routier est très développé au Cannet-des-Maures. La commune est traversée d'est en ouest par l'ex route nationale 7, déclassée en départementale (DN 7). Les autoroutes A8 et A57 font leur jonction à l'est du village.

### Communes limitrophes
|        | Le Thoronet       | Lorgues          |
| Le Luc | Cannet des Maures | Vidauban         |
|        | Les Mayons        | La Garde-Freinet |

### Sismicité
Trois zones sismiques sont dénombrées dans le département du Var. Le Cannet-des-Maures fait partie d'une zone sismique très faible.

### Hydrographie et les eaux souterraines
La commune du Cannet-des-Maures est arrosée par l'Argens, ainsi que par l'Aille et plusieurs de ses affluents et ses 9 ruisseaux.
L'étang de Colbert, et le lac des Escarcets se situent également sur la commune.

#### Ressource en eau des contreforts de la Sainte-Baumme
Dans le secteur Cœur du Var, les communes de Gonfaron, Les Mayons, Le Cannet des Maures, Le Luc et Le Thoronet, appartenant au territoire Cœur de Var, n’ont pas été intégrées au secteur « Ouest Cœur de Var ». Ces cinq communes sont desservies par le syndicat d’Entraigues, dont les ressources en eau relève d’un autre contexte géographique.
- Le secteur « Ouest Cœur de Var » regroupe six communes (Cabasse, Flassans-sur-Issole, Besse-sur-Issole, Pujet-Ville, Carnoules et Pignans)[36].

### Climat
Pour des articles plus généraux, voir Climat de Provence-Alpes-Côte d'Azur et Climat du Var.
En 2010, le climat de la commune est de type climat méditerranéen franc, selon une étude du Centre national de la recherche scientifique s'appuyant sur une série de données couvrant la période 1971-2000. En 2020, Météo-France publie une typologie des climats de la France métropolitaine dans laquelle la commune est exposée à un climat méditerranéen et est dans la région climatique Var, Alpes-Maritimes, caractérisée par une pluviométrie abondante en automne et en hiver (250 à 300 mm en automne), un très bon ensoleillement en été (fraction d’insolation > 75 %), un hiver doux (8 °C) et peu de brouillards.
Pour la période 1971-2000, la température annuelle moyenne est de 14,6 °C, avec une amplitude thermique annuelle de 15,7 °C. Le cumul annuel moyen de précipitations est de 821 mm, avec 6,4 jours de précipitations en janvier et 1,9 jours en juillet. Pour la période 1991-2020, la température moyenne annuelle observée sur la station météorologique installée sur la commune est de 15,5 °C et le cumul annuel moyen de précipitations est de 832,3 mm. 
La température maximale relevée sur cette station est de 42,7 °C, atteinte le 7 juillet 1982 ; la température minimale est de −17 °C, atteinte le 12 février 1956,,.
| Mois                                  | jan.           | fév.           | mars           | avril           | mai           | juin           | jui.            | août          | sep.           | oct.            | nov.            | déc.            | année     |
| ------------------------------------- | -------------- | -------------- | -------------- | --------------- | ------------- | -------------- | --------------- | ------------- | -------------- | --------------- | --------------- | --------------- | --------- |
| Température minimale moyenne (°C)     | 2              | 2,1            | 4,6            | 7,3             | 11,3          | 15             | 17,5            | 17,3          | 13,7           | 10,7            | 6,2             | 3               | 9,2       |
| Température moyenne (°C)              | 7,5            | 8,1            | 11             | 13,8            | 17,9          | 22             | 24,9            | 24,8          | 20,4           | 16,3            | 11,4            | 8               | 15,5      |
| Température maximale moyenne (°C)     | 12,9           | 14,2           | 17,5           | 20,2            | 24,5          | 29             | 32,4            | 32,4          | 27,2           | 22              | 16,5            | 13,1            | 21,8      |
| Record de froid (°C) date du record   | −12 01.01.1969 | −17 12.02.1956 | −10 07.03.1971 | −3,4 08.04.21   | 0 01.05.1960  | 4,8 01.06.1986 | 7,4 09.07.1954  | 7 31.08.1986  | 2,4 21.09.1977 | −3,4 30.10.1974 | −9 23.11.1998   | −9,3 30.12.05   | −17 1956  |
| Record de chaleur (°C) date du record | 22,4 10.01.15  | 26,1 03.02.20  | 28,6 21.03.02  | 30,2 19.04.1949 | 35,8 28.05.06 | 41,1 28.06.19  | 42,7 07.07.1982 | 42,2 05.08.17 | 36,7 05.09.16  | 33,9 08.10.23   | 26,1 03.11.1977 | 23,3 04.12.1961 | 42,7 1982 |
| Ensoleillement (h)                    | 1 484          | 1 657          | 2 181          | 2 319           | 2 756         | 3 202          | 3 591           | 3 248         | 2 489          | 1 791           | 1 434           | 1 372           | 27 524    |
| Précipitations (mm)                   | 72,5           | 48,1           | 52,3           | 67,1            | 56,4          | 50,7           | 16,3            | 33,7          | 86,6           | 128,9           | 141             | 78,7            | 832,3     |

| Diagramme climatique                                  |             |             |             |              |          |              |              |              |             |            |           |
| J                                                     | F           | M           | A           | M            | J        | J            | A            | S            | O           | N          | D         |
| 12,9272,5                                             | 14,22,148,1 | 17,54,652,3 | 20,27,367,1 | 24,511,356,4 | 291550,7 | 32,417,516,3 | 32,417,333,7 | 27,213,786,6 | 2210,7128,9 | 16,56,2141 | 13,1378,7 |
| Moyennes : • Temp. maxi et mini °C • Précipitation mm |             |             |             |              |          |              |              |              |             |            |           |

Les paramètres climatiques de la commune ont été estimés pour le milieu du siècle (2041-2070) selon différents scénarios d'émission de gaz à effet de serre à partir des nouvelles projections climatiques de référence DRIAS-2020. Ils sont consultables sur un site dédié publié par Météo-France en novembre 2022.

## Toponymie
En occitan provençal : Lo Canet dei Mauras selon la norme classique ou Lou Canet dei Mauro selon la norme mistralienne

## Histoire

### Préhistoire
Le Cannet-des-Maures a été occupée dès la préhistoire.
La présence de populations de l'âge du fer sur des sites défensifs est attestée par des restes d'enceintes protohistoriques retrouvés au Recoux et à Méren.

### Antiquité
Par la suite, les Romains ont également investi la commune. En 43 av. J.-C., le général Plancus écrivait à Cicéron que Lépide stationnait avec ses troupes près d'une agglomération romaine du nom de Forum Voconii dans la plaine des Maures. Il s'agissait avant tout d'un marché, situé au carrefour des routes qui reliaient Fréjus, Aix-en-Provence, Toulon et Riez. Son importance a sans doute contribué à développer la ville autour de celui-ci. La durée de l'occupation s'étend du milieu du Ier siècle av. J.-C. jusqu'au IIIe siècle apr. J.-C. La localisation exacte de Forum Voconii reste incertaine mais des fouilles archéologiques menées au début des années 2000 par la commune ont permis la découverte de vestiges d'un tronçon de la voie Aurélienne bordée par une agglomération et un cimetière de l'époque romaine entre les communes du Cannet-des-Maures et de Vidauban
Après l'abandon de Forum Voconii, les habitants s'établirent sur une hauteur où ils fondèrent le castrum de caneto, camp retranché assurant leur sécurité.

### Les "co-seigneurs" du «Castrum de Caneto»
IXe siècle : les Sarrasins occupent et pillent la région.
L’abbaye Saint-André de Villeneuve-lès-Avignon a été un important propriétaire au Moyen Âge :
- à la fin du XIe siècle, elle possède quatre églises : deux églises rurales, Saint-Andrieux et Saint-Léonce ; un prieuré, Saint-Sépulcre, et l’église paroissiale Saint-Michel du Vieux-Cannet ;
- au XIIe siècle, alors que sur les quatre précédents, elle ne conserve que les deux derniers établissements, elle fait aussi l’acquisition de l’église Saint-Maïsse, et conserve les trois (Saint-Sépulcre, Saint-Michel et Saint-Maïsse) jusqu’au XIIIe, en percevant tous les revenus attachés à ces établissements.

En partant pour la VIIIe croisade, Saint Louis serait passé par le Cannet-des-Maures et s’y serait arrêté. C'est la raison pour laquelle il devint le saint patron de la commune. Il organisa cette croisade afin d'aller au secours des chrétiens de Terre Sainte, massacrés ou convertis de force à l’islam. Au cours de cette croisade, il tomba malade et mourut de la peste aux portes de Tunis, en 1270.
La mort de la reine Jeanne Ire ouvre une crise de succession à la tête du comté de Provence, les villes de l’Union d'Aix (1382-1387) soutenant Charles de Duras contre Louis Ier d'Anjou. Le Cannet-du-Luc fait partie de l’Union d’Aix, avant de faire promesse de reddition le 8 septembre 1387 à Marie de Blois, régente de Louis II d'Anjou.
En 1442 le "Castrum de Caneto" est érigé en commune.
Durant tout le Moyen Âge, plusieurs co-seigneurs se partagèrent la possession du Cannet. C'est au XVIIIe siècle que la maison de Rascas en devient l'unique propriétaire.
Et en 1754 Françoise Elisabeth Maxime de Rascas épouse Michel de Colbert-Turgis. Les Colbert seront les derniers seigneurs de la commune.
Le village, essentiellement agricole, a parfois souffert de sa situation géographique, étant placé sur une colline sans eau ; mais aussi par le biais de sa proximité avec la route d'Italie (invasions, pillages).

### Le développement auXIXesiècle
La Révolution passa sans éprouver le Cannet-des-Maures (alors appelé le Cannet du Luc).
Au XIXe siècle, l'activité artisanale était assez vive avec la présence de petites industries florissantes : verrerie, scieries, moulins, fabrique de plâtre, de chaux et de bouchons. Une importante mine de bauxite, à Recoux, employait également une grande partie de la population jusqu'au déclin de l'activité à partir de 1975 et son arrêt total en 1991.
Depuis le XVIIe siècle, les Cannétois élevaient des vers à soie pour améliorer le maigre budget familial. Ainsi il est fréquent de voir une pièce de maison locale transformée en magnanerie. Au début du XXe siècle, les établissements Querici (renommés dans le domaine de la sériciculture) s'établissent au Cannet-des-Maures apportant une activité non négligeable jusqu'en 1939, où elle a pratiquement disparu.
Napoléon Ier traversa le Cannet-du-Luc pour se rendre à l'île d'Elbe.
Plus tard Napoléon III s'intéressa à la localité. En 1864, il offre même un crédit pour que le village soit reconstruit dans la plaine à condition que la commune s'appelle le Cannet-Napoléon. Le projet est abandonné.
En 1862 la création d'une gare ferroviaire dans la plaine bouleverse totalement la physionomie du village. En effet, un nouveau quartier se crée tout autour, alors que le vieux village est peu à peu délaissé, notamment à cause de sa difficulté d'accès.

### XXesiècle
En 1963, à l'issue de la guerre d'Algérie, l’école d’application de l’aviation légère de l'Armée de terre (EAALAT) s'installait au Cannet-des-Maures. Elle a encore aujourd'hui pour mission de former tous les pilotes d'hélicoptères de l'Armée de Terre. L'école est répartie sur deux emprises géographiques, la base école Général-Navelet à Dax et la base école Général-Lejay au Cannet-des-Maures.
Co-localisés sur la base du Cannet-des-Maures :
- depuis 2003, l'École franco-allemande de formation des équipages Tigre (EFA), qui a pour mission de former les pilotes français et allemands au système d'arme Tigre ;
- depuis 2012, le Centre de formation inter-armées NH-90 (CFIA NH90), qui a pour mission de former les pilotes sur le nouvel hélicoptère de transport NH-90 (voir l'aérodrome du Luc - Le Cannet).

Par ailleurs, en 1976, faute de moyens civils sur le secteur, l'unité d'instruction et d'intervention de la sécurité civile no 7, basée aux Gaëtans à Brignoles, a mis en place, avec les accords des ministères de la Défense et de l'Intérieur, un poste de secours médicalisé sur la base du Cannet-des-Maures. Ce poste de secours militaire, doté d'une ambulance de réanimation avec présence permanente d'un médecin et d'un véhicule de secours routier a fonctionné jusqu'en 1994. Particularité, en 1992, il recouvrait le secteur du SMUR de Brignoles, dont l'hôpital présentait quelques lacunes d'accueil des urgences les plus graves (polytraumatisés de la route etc.), c'est ainsi que les médecins en poste au Cannet-des-Maures décidèrent, avec l'accord de leur hiérarchie, d'acheminer toutes les victimes sur l'hôpital de Draguignan.

### Le changement de chef-lieu
La particularité de la commune tient à son dédoublement sur deux sites. Elle regroupe en effet deux villages, le Vieux-Cannet, site historique perché sur une butte de 127 mètres d’altitude, et le Cannet-des-Maures, quartier développé dans la plaine après l’installation de la gare de chemin de fer en 1862.
Le développement des activités au quartier de la gare, l’afflux des populations nouvelles ainsi que les difficultés de vie au Vieux-Cannet ont participé à la décision de transférer le chef-lieu de la butte vers la plaine. Du vieux village vers le nouveau.
Cette évolution, étudiée dès 1864, a alimenté de nombreuses polémiques. L’arrêté ministériel daté du 8 août 1903 qui entérine la décision officielle de transfert de chef-lieu ne met pas fin à cette polémique.
Il apparaît que cette décision a finalement profité à la commune. Elle a permis d’une part le développement de la commune dans la plaine et facilité son raccordement aux moyens de communications ; et d’autre part la préservation du site historique du Vieux-Cannet, village pittoresque à l’identité simple et forte.

## Population et société

### Démographie

#### Évolution démographique
L'évolution du nombre d'habitants est connue à travers les recensements de la population effectués dans la commune depuis 1793. Pour les communes de moins de 10 000 habitants, une enquête de recensement portant sur toute la population est réalisée tous les cinq ans, les populations de référence des années intermédiaires étant quant à elles estimées par interpolation ou extrapolation. Pour la commune, le premier recensement exhaustif entrant dans le cadre du nouveau dispositif a été réalisé en 2007.

En 2022, la commune comptait 4 866 habitants, en évolution de +12,43 % par rapport à 2016 (Var : +4,98 %, France hors Mayotte : +2,11 %).
| 1793 | 1800 | 1806 | 1821 | 1831  | 1836 | 1841 | 1846 | 1851  |
| ---- | ---- | ---- | ---- | ----- | ---- | ---- | ---- | ----- |
| 945  | 852  | 770  | 871  | 1 004 | 901  | 978  | 986  | 1 011 |

| 1856 | 1861 | 1866  | 1872  | 1876  | 1881  | 1886  | 1891 | 1896 |
| ---- | ---- | ----- | ----- | ----- | ----- | ----- | ---- | ---- |
| 960  | 981  | 1 001 | 1 017 | 1 104 | 1 087 | 1 105 | 946  | 965  |

| 1901 | 1906 | 1911 | 1921 | 1926 | 1931 | 1936 | 1946  | 1954  |
| ---- | ---- | ---- | ---- | ---- | ---- | ---- | ----- | ----- |
| 990  | 919  | 919  | 796  | 867  | 987  | 971  | 1 013 | 1 113 |

| 1962  | 1968  | 1975  | 1982  | 1990  | 1999  | 2006  | 2007  | 2012  |
| ----- | ----- | ----- | ----- | ----- | ----- | ----- | ----- | ----- |
| 1 063 | 1 435 | 1 699 | 2 320 | 3 126 | 3 478 | 3 880 | 3 908 | 4 187 |

| 2017  | 2022  | - | - | - | - | - | - | - |
| ----- | ----- | - | - | - | - | - | - | - |
| 4 300 | 4 866 | - | - | - | - | - | - | - |

## Politique et administration

### Liste des maires
Des comités de quartiers, au nombre de huit, participent à la vie de la cité, avec des réunions régulière.

### Intercommunalité
Le Cannet-des-Maures est membre de la communauté de communes Cœur du Var de 37 829 habitants, créée en janvier 2002.
Les onze communes composant la communauté de communes en 2012 sont (par ordre alphabétique) :
- Besse-sur-Issole ;
- Cabasse ;
- Le Cannet-des-Maures ;
- Carnoules ;
- Flassans-sur-Issole ;
- Gonfaron ;
- Le Luc ;
- Les Mayons ;
- Pignans ;
- Puget-Ville ;
- Le Thoronet.

## Urbanisme

### Typologie
Au 1er janvier 2024, Le Cannet-des-Maures est catégorisée petite ville, selon la nouvelle grille communale de densité à sept niveaux définie par l'Insee en 2022.
Elle appartient à l'unité urbaine de Le Luc, une agglomération intra-départementale regroupant deux  communes, dont elle est une commune de la banlieue,,. Par ailleurs la commune fait partie de l'aire d'attraction du Luc, dont elle est une commune du pôle principal,. Cette aire, qui regroupe 5 communes, est catégorisée dans les aires de moins de 50 000 habitants,.

#### Occupation des sols
L'occupation des sols de la commune, telle qu'elle ressort de la base de données européenne d’occupation biophysique des sols Corine Land Cover (CLC), est marquée par l'importance des forêts et milieux semi-naturels (65,8 % en 2018), en diminution par rapport à 1990 (67,4 %). La répartition détaillée en 2018 est la suivante : 
milieux à végétation arbustive et/ou herbacée (34,4 %), forêts (31,4 %), cultures permanentes (21,2 %), zones agricoles hétérogènes (4,9 %), zones urbanisées (3,9 %), zones industrielles ou commerciales et réseaux de communication (3,2 %), mines, décharges et chantiers (1 %). L'évolution de l’occupation des sols de la commune et de ses infrastructures peut être observée sur les différentes représentations cartographiques du territoire : la carte de Cassini (XVIIIe siècle), la carte d'état-major (1820-1866) et les cartes ou photos aériennes de l'IGN pour la période actuelle (1950 à aujourd'hui).

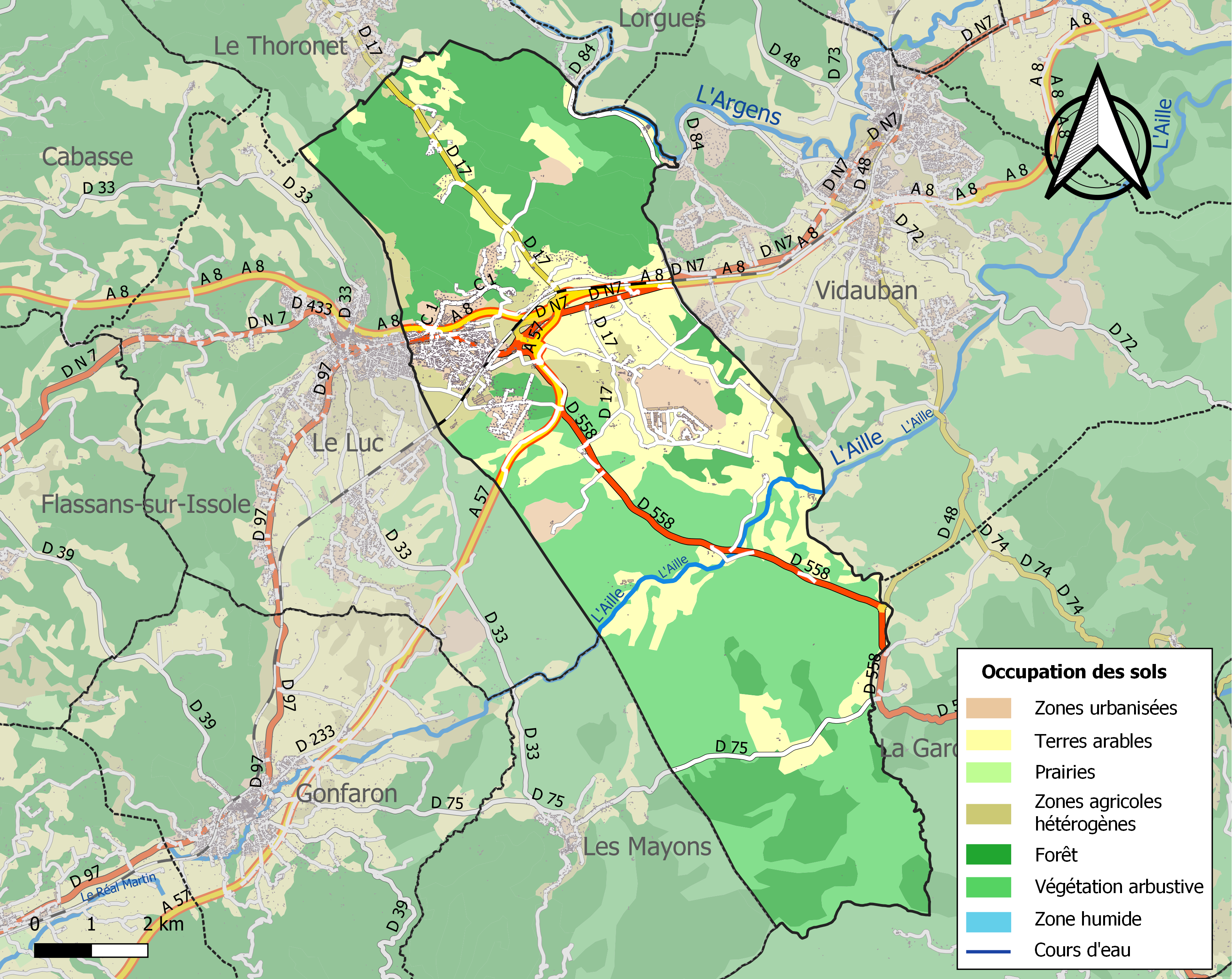
Carte des infrastructures et de l'occupation des sols de la commune en 2018 (CLC).

L'IGN met par ailleurs à disposition un outil en ligne permettant de comparer l’évolution dans le temps de l’occupation des sols de la commune (ou de territoires à des échelles différentes). Plusieurs époques sont accessibles sous forme de cartes ou photos aériennes : la carte de Cassini (XVIIIe siècle), la carte d'état-major (1820-1866) et la période actuelle (1950 à aujourd'hui).

### Budget et fiscalité
| Taxe                                                | Part communale | Part intercommunale | Part départementale | Part régionale |
| --------------------------------------------------- | -------------- | ------------------- | ------------------- | -------------- |
| Taxe d'habitation (TH)                              | 1,11 %         | 0,76 %              | 6,15 %              | 0,00 %         |
| Taxe foncière sur les propriétés bâties (TFPB)      | 15,35 %        | 1,22 %              | 7,43 %              | 2,36 %         |
| Taxe foncière sur les propriétés non bâties (TFPNB) | 76,84 %        | 5,73 %              | 2,44 %              | 8,85 %         |
| Taxe professionnelle (TP)                           | 17,15 %        | 1,49 %              | 8,55 %              | 3,84 %         |

### Budget et fiscalité 2023
En 2023, le budget de la commune était constitué ainsi :
- total des produits de fonctionnement : 6 502 000 €, soit 1 483 € par habitant ;
- total des charges de fonctionnement : 5 589 000 €, soit 1 274 € par habitant ;
- total des ressources d’investissement : 2 029 000 €, soit 463 € par habitant ;
- total des emplois d’investissement : 2 304 000 €, soit 525 € par habitant.
- endettement : 1 992 000 €, soit 454 € par habitant.

Avec les taux de fiscalité suivants :
- taxe d’habitation : 16,97 % ;
- taxe foncière sur les propriétés bâties : 15,72 % ;
- taxe foncière sur les propriétés non bâties : 82,10 % ;
- taxe additionnelle à la taxe foncière sur les propriétés non bâties : 0,00 % ;
- cotisation foncière des entreprises : 0,00 %.

Chiffres clés Revenus et pauvreté des ménages en 2021 : Médiane en 2021 du revenu disponible, par unité de consommation : 22 860 €.

## Économie

### Entreprises et commerces

#### Tourisme
- La situation centrale de la commune du Cannet-des-Maures, dans le département du Var, permet une activité touristique variée : accès aux gorges du Verdon, au nord, au golfe de Saint-Tropez, au sud-est, et à la région de Toulon, au sud-ouest.
- Hébergements et restauration sur la commune[62] :
  - Restaurants,
  - Hôtels,
  - Gîtes ruraux, chambres d'hôtes,
  - Camping.

#### Commerces
- Commerces et services de proximité.

#### Agriculture
- L'agriculture a également une importance, avec la présence sur la commune d'une entreprise d'horticulture d'envergure nationale, dans la création et l'obtention de roses, la société Meilland[63],[64].
- La cave coopérative viticole[65] et sept domaines sont implantés sur la commune[66].

## Lieux et monuments

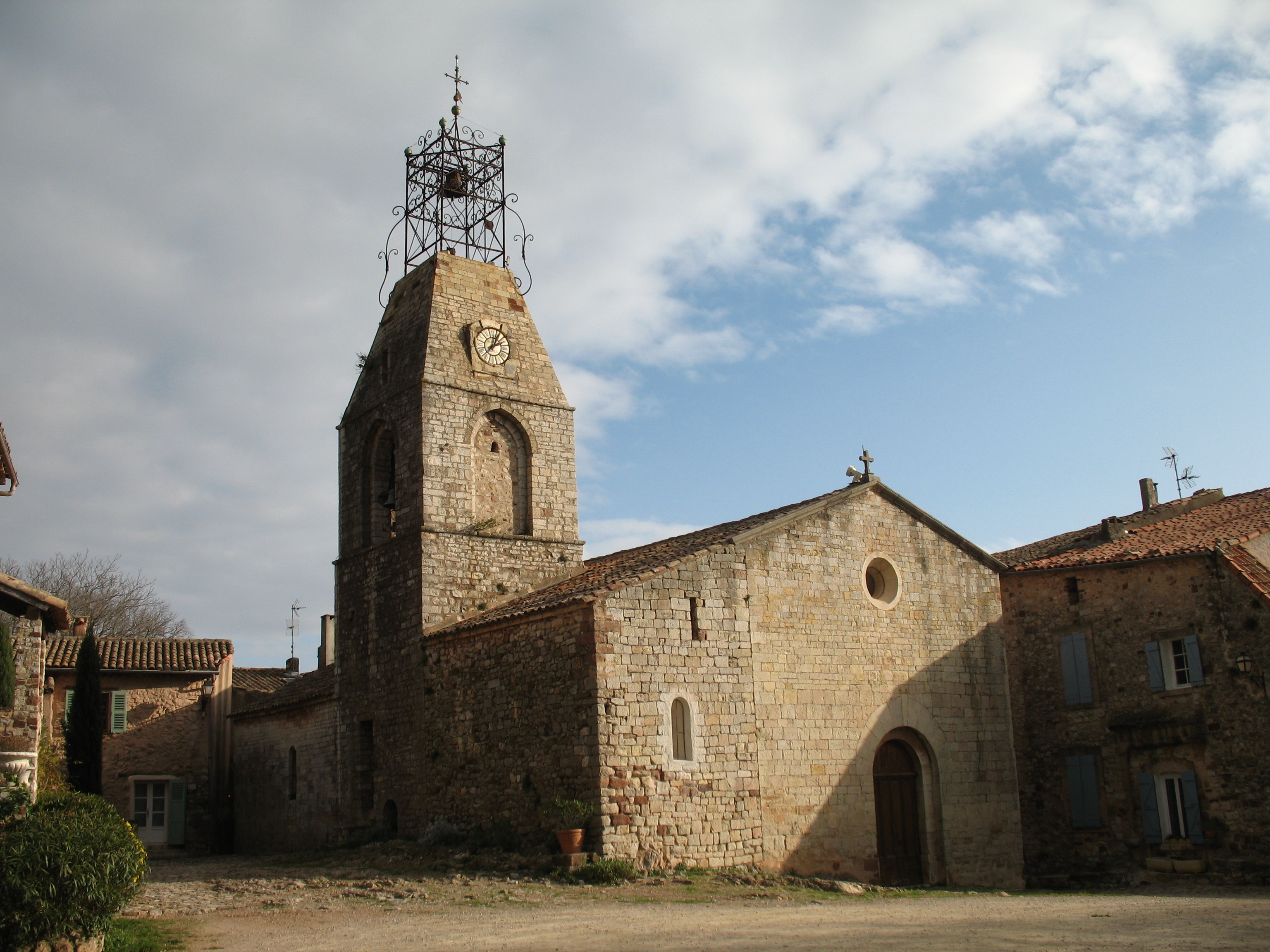
Église Saint-Michel.

### Le Vieux-Cannet
Le Vieux-Cannet est un village défensif médiéval, situé sur un point haut, à 127 mètres de hauteur. Considéré comme l'un des plus anciens villages du Var, il est aujourd'hui encore le parfait témoin de ce que fut un castrum en Provence, c'est-à-dire ce fameux type de village défensif. De style gothique provençal, le site est classé depuis le 28 mai 1934 (place principale du Vieux-Cannet).
Il subsiste également dans le vieux village un nombre important de vestiges historiques, par exemple des enceintes fortifiées (barri), notamment sur le versant sud. Le Vieux-Cannet offre un point de vue intéressant sur le village moderne en contrebas, et plus généralement sur l'ensemble de la plaine des Maures. Ruelles pavées et fleuries, portes d'enceintes, moulin à huile banal et ruines du château d'époque font de ce vieux village un lieu aujourd'hui encore très visité et protégé.

### L'égliseSaint-Micheldu Vieux-Cannet
L'église Saint-Michel du Vieux-Cannet, du XIe siècle, est d'architecture typique romane. Elle fut fondée en hommage à l'archange, qui avait protégé les habitants des invasions sarrasines. Au fil des siècles, l'église a vaillamment résisté aux intempéries, en abritant de nombreux pèlerins. Un campanile en fer forgé est ajouté au clocher au XVIIIe siècle, offert par Colbert. L'église est ajoutée au titre des monuments historiques en 1862,. La cloche de l'église est datée de 1775.

### Lieux et monuments
Patrimoine religieux :
- Chapelle de Templiers Saint-Maisse[70].
- Chapelle Saint-Jean, Saint-Louis[71].
- Chapelle Saint-André[72].
- Chapelle de la-Trinité[73].
- Oratoire Notre-Dame[74].
- Croix monumentale dite Croix de mission[75],[76].
- Monuments commémoratifs.
  - Monument aux morts de la Guerre de 1914-1918[77].
  - Monument aux morts[78],[79].

Autres lieux et patrimoine naturel :
- Oppidum, château dit Casteau Maoure[80].
- Site classé : Abri troglodytique de templiers puis de chevaliers de Malte dit chapelle Saint-Pierre, actuellement Saint-Michel[81].
- Château fort dit Vieux Château de Fos[82].
- Château du Bouillidou[83] et son parc[84].
- Château des Rogiers[85].
- Verrerie[86], Ferme dite Château de Colbert[87].
- Fontaines et lavoir[88],[89],[90],[91].
- Pont du Moyen Âge sur l'Aille entre Le Luc et La Garde-Freinet[92].
- Four dit Four Romain[93].

## Équipements et services

### Transports en commun
- Transport en Provence-Alpes-Côte d'Azur

### Lignes SNCF
La gare TGV la plus proche est la gare des Arcs - Draguignan. L'aéroport international le plus proche est celui de Toulon-Hyères. La gare du Luc-et-Le Cannet est desservie par des TER Provence-Alpes-Côte d'Azur.

### Transports urbains
Commune desservie par le réseau régional de transports en commun Zou ! (ex Varlib). Les collectivités territoriales ont en effet mis en œuvre un « service de transports à la demande » (TAD), réseau régional Zou !.
Le Cannet-des-Maures est desservie par quatre lignes de bus, reliant la commune aux villes voisines :
- Draguignan - Le Luc - Toulon ;
- Draguignan - Le Luc - Brignoles ;
- Draguignan - Le Luc ;
- Le Cannet-des-Maures - Le Luc - Brignoles.

### Enseignement
Les élèves du Cannet-des-Maures commencent leurs études dans l'école maternelle Lei Pitchoun (les petits), disposant de six classes depuis 1989, puis à l'école primaire du village, composé de onze classes. Les collégiens se rendent dans la commune voisine du Luc en Provence, les lycéens à Brignoles, ou Draguignan, suivant les sections étudiées.
Depuis la rentrée 2010-2011, une école hors contrat a été créée au Cannet-des-Maures : l'Institution Bienheureux-Marcel-Callo. Elle comprend une école maternelle et primaire et un collège. Elle est attachée à la paroisse Saint-Joseph du Cannet-des-Maures. L'école est placée sous la tutelle de la famille religieuse de l'institut du Verbe Incarné, congrégation d'origine argentine.
L'École de l'aviation légère de l'Armée de terre (EALAT), école de l'Armée de terre française chargée de l'instruction pilotes d'hélicoptères de l'aviation légère de l'Armée de terre, est implantée sur deux sites situés à Le Cannet-des-Maures (base « général Lejay ») et Dax (base « général Navelet »).

### Sports
La commune a été récompensée du premier laurier du label « Ville Active & Sportive ».

#### Aérodrome
L'Aérodrome du Luc / Le Cannet-des-Maures accueille des activités sportives, d'affaires, militaires et de loisir.

### Santé
Professionnels et établissements d'accueil et de santé :
- Deux médecins généralistes et deux pharmacies sont implantés sur la commune.
- Les hôpitaux les plus proches se trouvent au Luc, à Brignoles et le Centre hospitalier de la Dracénie à 36 km.
- Résidence séniors avec services[107].

## Vie locale

### Culte
La paroisse Saint-Joseph, de culte catholique, fait partie du diocèse de Fréjus-Toulon et du doyenné de Brignoles.
Elle est confiée à l'institut du Verbe incarné, institut religieux fondé en 1984 en Argentine. Le curé est le père Anthony del Castillo, secondé par le père Jacques Baudry.

### Environnement
La commune a été récompensée des deux fleurs du label Villes Fleuries.
Le conservatoire du littoral est propriétaire de 911 hectares, nommé "la Plaine des Maures". La municipalité du Cannet-des-Maures est gestionnaire de cet espace, et organise la surveillance et l'aménagement du site, ainsi que l'accueil des visiteurs.
Paradoxalement, un site d'enfouissement de déchets ultimes est exploité depuis 1974 au lieu-dit "du Balançan" situé au beau milieu de la plaine. Ce site accueille les déchets de la moitié du département. Les déchets forment aujourd'hui deux collines qui défigurent la plaine des Maures. Faute d'alternative, l'exploitation de cette décharge qui devait se terminer en 2008 a obtenu au forceps une autorisation d'exploitation pour 10 années supplémentaires qui aurait dû permettre au département de trouver des alternatives à l'enfouissement. Malheureusement, une nouvelle demande de prolongation d'exploitation de 10 ans est à l'étude.

## Personnalités liées à la commune
- Famille Colbert
- Pierre Antiboul
- Marcel Migozzi

## Anecdotes
- Le grand gagnant du premier tour de l'élection présidentielle de 2002 était le vote blanc : 53,44 % des votants s'étaient prononcés par un bulletin blanc ou nul[112], le record de ce scrutin national. Ce taux était d'ailleurs deux fois plus important que le taux d'abstention pour cette commune qui comptait 2 494 électeurs inscrits[113].

## Héraldique

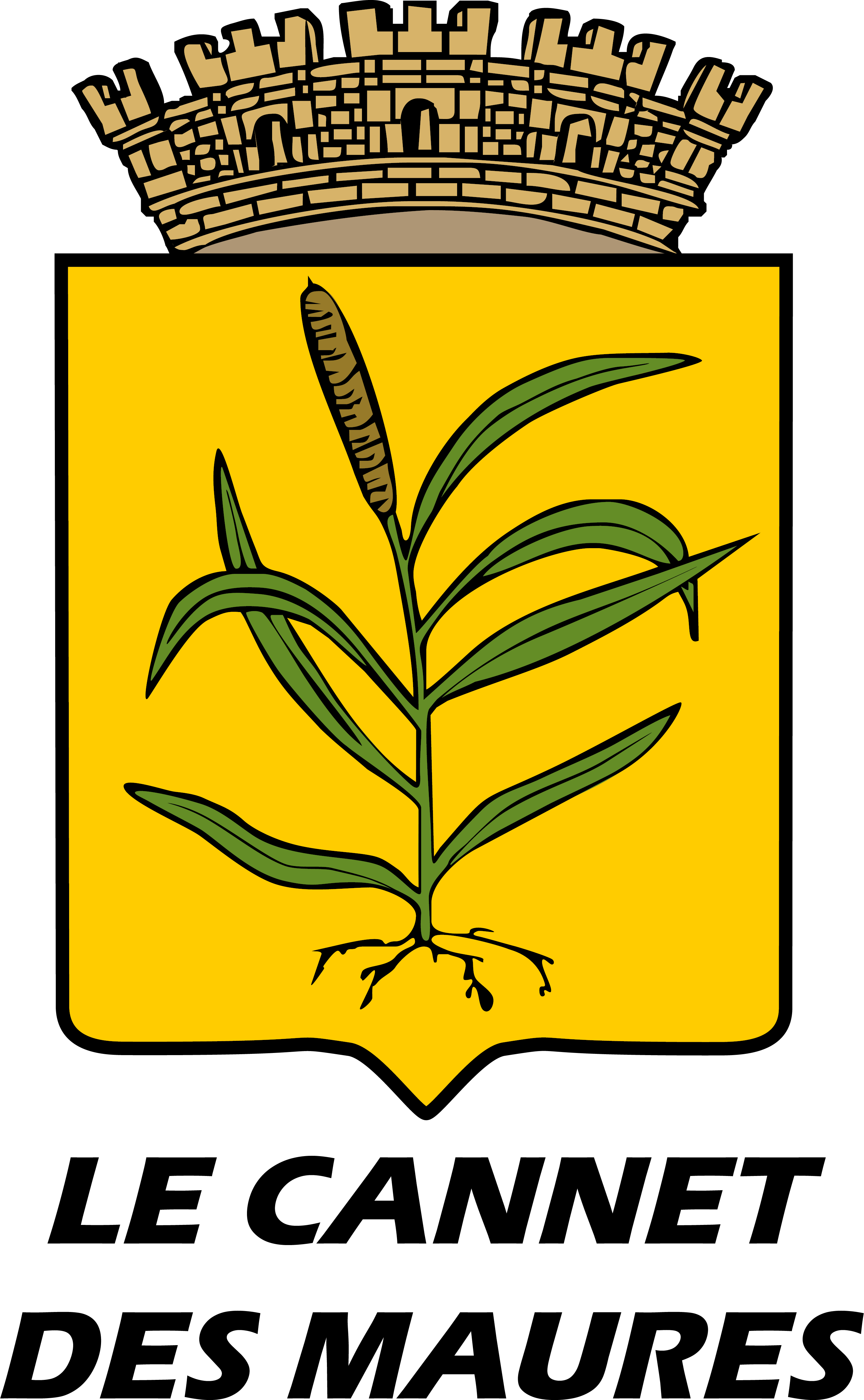
Dessin adopté par la municipalité.

| Blason de Le Cannet-des-Maures | Blason  | D'or à un plant de roseau de canne arraché de sinople. Devise / CriFulgebunt justi tanquam scintillae in arundineto. (Les justes brilleront comme des étincelles dans un champ de roseaux.) |
| Blason de Le Cannet-des-Maures | Détails | Armes parlantes. |

N.B. : pendant plusieurs années et jusqu'à la fin des années 1990, la commune a utilisé par erreur un blason sur fond bleu turquoise (plutôt qu'or) sur les véhicules communaux, les iconographies et les documents communaux. Il en subsiste quelques traces dans la commune notamment sur le fronton de l'école primaire communale.